# Prunus salicina
Prunus salicina, conhecida no Brasil como ameixeira-japonesa, é uma árvore com frutos do tamanho de uma maçã pequena e casca avermelhadas, de textura macia, variando do ácido ao doce, estando madura ou não. Também é usada para fins ornamentais devido a suas belas flores, podendl alcançar entre seis a dez metros de altura, principalmente se ela encontrar espaço para as raízes crescerem (um metro de profundidade no solo), produzindo árvores mais fortes e troncos mais grossos.
É uma árvore de clima temperado, mas existem variedades adaptadas ao clima subtropical. No Brasil, a variedade cultivada vem da China, apesar do nome "ameixa-japonesa", por precisar de um frio menos intenso para produzir seus frutos.
As épocas adequadas para se plantar são de junho a julho ou de dezembro a janeiro, preferindo solos permeáveis, bem drenados e profundos (se ornamental, cuidado com os encanamentos e muros) e levemente ácidos (pH 6). Para o solo, pode-se usar calcário agrícola para aumentar a acidez.